# Elisabeth von Adlerflycht

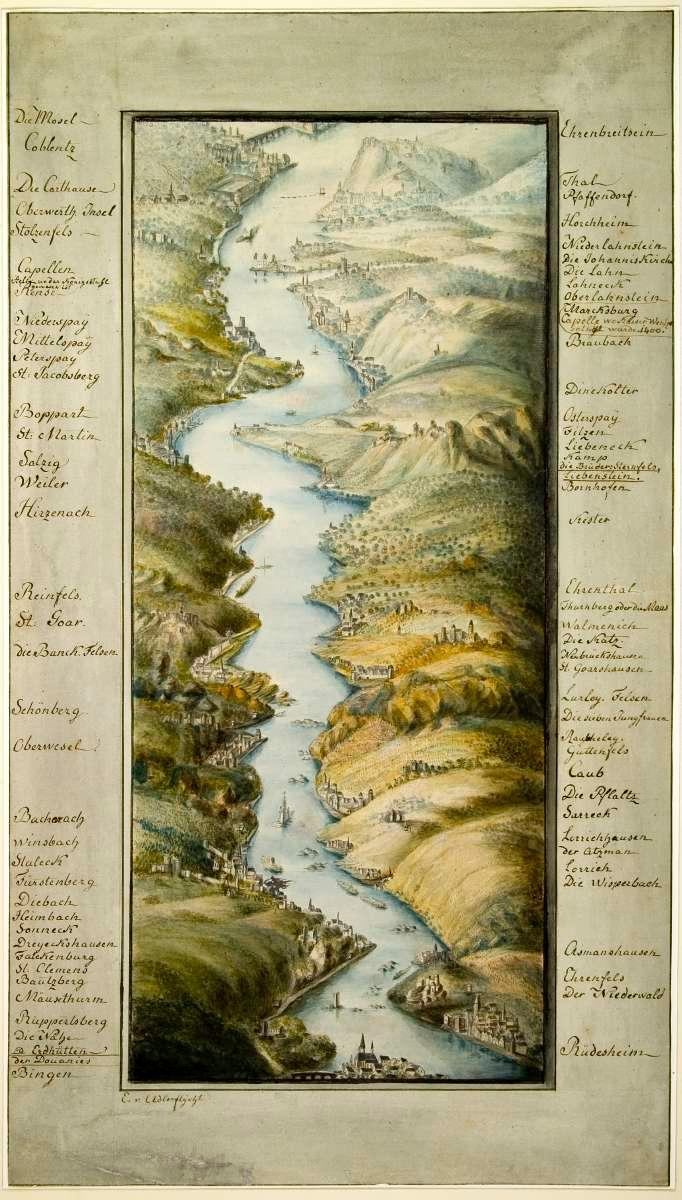
Das Rheintal von Bingen bis Koblenz (1811), Historisches Museum Frankfurt

Susanna Maria Rebecca Elisabeth von Adlerflycht, geborene von Riese (* 23. September 1775 in Frankfurt am Main; † 15. März 1846 ebenda), war eine deutsche Amateur-Malerin und gab mit ihrem Aquarell „Das Rheintal von der Mündung der Nahe bis zur Mündung der Mosel“ den Anstoß für die Erfindung des kommerziellen touristischen Rheinpanoramas.

## Leben
Sie war Schülerin des Frankfurter Stillleben- und Porträtmalers Johann Daniel Bager (1734–1815) und heiratete 1797 den späteren Senator Justinian von Adlerflycht in Frankfurt am Main.
Während einer Rheinfahrt aquarellierte sie 1811 das Rheintal von der Mündung der Nahe bis zur Mosel. Es ist offen, ob es der Verleger Johann Friedrich Cotta (1764–1832) war, der das Neue dieser 63,5 × 35,8 cm großen Ansicht aus der Vogelschau in Parallelperspektive erkannte und 1822 in Stuttgart den lithografischen Druck dieses Blattes durch den Stuttgarter Theatermaler Karl Keller (1775–1853) veranlasste. Adlerflychts Tochter Sophie hatte 1820 Cottas Sohn Georg geheiratet. Beide waren nachweislich im Mai 1822 zu Besuch in Stuttgart. Im September 1823 beauftragte der Frankfurter Verleger Friedrich Wilmans den Maler und Kupferstecher Friedrich Wilhelm Delkeskamp (1794–1872), auf der Grundlage der Adlerflycht-Lithographie für den Tourismus im Kupferstich das erstmals so benannte „Rheinpanorama“ zu schaffen. Das 234 × 23 cm große, zum Leporello gefaltete Vogelschau-Panorama  von Mainz bis Köln erschien im Frühjahr 1825 und wurde zum Vorbild aller bis in die Gegenwart aufgelegten Flusspanoramen.
Elisabeth von Adlerflycht besaß eine kleine Gemäldesammlung in Frankfurt.
An die Patrizierfamilie Adlerflycht erinnern im Frankfurter Nordend der Adlerflychtplatz und die Adlerflychtstraße; von 1876 bis 1932 gab es dort noch die Adlerflychtschule, eine höhere Realschule mit Vorschule.

## Weblink
- Adlerflycht, Susanna Rebekka Elisabeth von. Hessische Biografie. (Stand: 28. September 2024). In: Landesgeschichtliches Informationssystem Hessen (LAGIS).